# Bataille de Dhi Qar
La bataille de Dhi Qar est une bataille préislamique qui s'est déroulée vers 611 (certains indiquent 604) entre les Arabes et les Perses (sassanides) à Dhi Qar (dans l'actuel Irak). Selon l'historien arabe Abu Obayda (mort en 824), Khusraw Parviz (Khosro II) était fâché avec le roi Nuʿman qui refusait de lui donner sa fille Al-Hurqah en mariage, et il l'a donc fait exécuter.
Plus tard, Khosro II envoie des troupes pour récupérer les armures de famille de Numan, mais Hany bin Masud (l'ami de Numan) refuse, et les forces persanes sont défaites à la bataille de Dhi Qar, près d'Al-Hira, la capitale de la dynastie des Lakhmides.